# Ozineus striatus
Ozineus striatus är en skalbaggsart som först beskrevs av Gilmour 1962.  Ozineus striatus ingår i släktet Ozineus och familjen långhorningar. Inga underarter finns listade i Catalogue of Life.